# IF Linnéa
IF Linnéa ist ein 1908 gegründeter schwedischer Sportklub aus Stockholm. 

## Geschichte
Der Verein wurde 1908 gegründet. Die Eishockeyabteilung des IF Linnéa spielte mehrere Jahre in der höchsten schwedischen Spielklasse. Zunächst trat sie in der Saison 1922 in der Träningsserien i ishockey und anschließend von 1923 bis 1927 in der Klass I i ishockey teil. Zudem nahm die Mannschaft mehrfach an der damals noch im Pokal-Modus ausgetragenen schwedischen Meisterschaft teil. Mittlerweile wurde die Eishockeyabteilung aufgelöst.
Die ebenfalls nicht mehr bestehende Bandyabteilung stand in den Jahren 1920, 1923 und 1924 jeweils im Finale der schwedischen Bandymeisterschaft. 
Derzeit verfügt der Verein nur noch über eine Lauf- sowie Boxabteilung.